# Tigriopus japonicus
Tigriopus japonicus is een eenoogkreeftjessoort uit de familie van de Harpacticidae. De wetenschappelijke naam van de soort is voor het eerst geldig gepubliceerd in 1938 door Mori.